# Yuanping
Pour les articles homonymes, voir Yuanping (homonymie).
Yuanping (原平 ; pinyin : Yuánpíng) est une ville de la province du Shanxi en Chine. C'est une ville-district placée sous la juridiction administrative de la ville-préfecture de Xinzhou.

## Démographie
La population du district était de 459 670 habitants en 1999.